# Tetramorium katypum
Tetramorium katypum är en myrart som först beskrevs av Bolton 1976.  Tetramorium katypum ingår i släktet Tetramorium och familjen myror. Inga underarter finns listade i Catalogue of Life.